# 오산고현초등학교
오산고현초등학교는 대한민국 경기도 오산시에 있는 공립 초등학교이다.

## 학교 연혁
- 2007. 07. 09 오산고현초등학교 설립 인가
- 2007. 09. 01 초대 구교열 교장 취임
- 2007. 09. 01 시업식(6학급, 212명)
- 2007. 09. 05 오산고현초등학교 병설유치원 개원(1학급 20명)
- 2008. 02. 19 제1회 졸업식(23명)
- 2009. 09. 01 제2대 윤 완 교장 부임
- 2011. 10. 31  후관 6개 교실 증축, 운동장 스텐드 차양막 설치
- 2013. 03. 01 총 39학급 편성, 유치원 2학급
- 2013. 09. 01 제3대 조종근 교장 취임
- 2013. 12. 31 본관 10개 교실 증축
- 2014. 02. 17  제7회 졸업식(169명 졸업, 누계: 827명)
- 2014. 03. 01 8학급 증설인가, 총 47학급 편성
- 2015. 04. 01 3학급 증설인가, 총 50학급 편성

## 참고 자료
- 오산고현초등학교 - 한국교육학술정보원 학교알리미